# Rassemblement des démocrates
Le Rassemblement des démocrates (RDD) est un petit parti politique gabonais fondé en 1997 par Christian Maronga, ancien élu de Libreville. Sous cette étiquette, Maronga est candidat à l'élection présidentielle de novembre 2005 et arrive dernier des cinq candidats avec 0,30 % des voix. Il décède en août 2008 du diabète.